# クレージーキャッツ結成30周年記念特別企画 アッと驚く!無責任
『クレージーキャッツ結成30周年記念特別企画 アッと驚く!無責任』（クレージーキャッツけっせいさんじっしゅうねんきねんとくべつきかく アッとおどろく むせきにん）は、渡辺プロダクションが制作し、フジテレビ系列で1985年10月22日の『火曜ワイドスペシャル』枠に放送された特別番組である。

## 概要
1985年にハナ肇とクレージーキャッツが結成30周年に迎え、歌とコントとトークなどの構成、更に『おとなの漫画』が21年ぶりとなり、番組を復活・再現する企画が行われ、オープニングやエンドカード映像の再現も行われたが、メンバーが繰りひろげた2本のコントは新作（脚本：鈴木哲）だった。

## 放送時間
- 火曜19:00 - 20:54（JST）
  - 19:00の『まんが名作劇場 サザエさん』は休止された。

## 出演者
- ハナ肇とクレージーキャッツ
  - ハナ肇
  - 植木等
  - 谷啓
  - 犬塚弘
  - 桜井センリ
  - 安田伸
  - 石橋エータロー
- ザ・ドリフターズ
  - いかりや長介
  - 仲本工事
  - 志村けん
  - 高木ブー
  - 加藤茶
- 青島幸男
- 浜美枝
- 萩本欽一
- なべおさみ
- 小松政夫
- タモリ
- 佐藤B作
- 山田洋次（映画監督）
- 小倉智昭 - ナレーション担当。

## 放送内容
- オープニング - 街頭でインタビュー、なつかしの映像を振りかえって、最後に植木等が登場。
- タモリとメンバー全員トークからのジャズセッション(演奏曲:12番街のラグ)
- ザ・ドリフターズと登場
- 初公開! クレイジーキャッツ×ザ・ドリフターズ合同コント なつかしの同窓会ブァーッと全員集合!! - オチは植木の代表的なギャグ「お呼びでない」。
- 萩本欽一と谷啓トーク
- 青島幸男とメンバー全員トーク
- 復活「おとなの漫画」新作コント2本立て
- 浜美枝と植木等トーク - コーナーオープニングでは、「小松政夫の『又お会いしました!』映画コーナー」の中で植木等と浜美枝が共演した映画作品の名場面が紹介された。
- ごぞんじ!なべおさみのキントト映画
- 山田洋次監督とハナ肇トーク
- クレイジーキャッツ曲メドレー
- エンディング

## スタッフ
- 構成：鈴木哲、鈴木桂、朝長浩之、三木聡
- 音楽：宮川泰
- 演奏：豊岡豊とスィングエース
- 技術：ニユーテレス
- S・W：岩沢忠夫
- カメラ：藤本敏行
- 音声：杉山直樹
- 映像：矢田目幸一
- 照明：谷川富也
- 美術制作：一色隆弘
- デザイン：馬場文衛
- 美術進行：北林福夫
- 大道具：山崎博康
- 装飾：加川功
- 持道具：荒井実
- 衣裳：杉山正英
- メーク：藤懿裕美子
- かつら：牧野勇
- 視覚効果：中山信男
- 電飾：高橋幸良
- アクリル装飾：平田良彦
- VTR編集：星野正則（東洋現像所ビデオセンター｛現:IMAGICA｝）
- 音響効果：川嶋明則（OCBプロ）
- 協力：松竹、東宝、NHK、NTV、TBS、えとせとらレコード
- 企画：久保田榮一（フジテレビ）、大森慎（渡辺プロダクション）
- プロデューサー：宅間秋史（フジテレビ）、田中大三・勝田哲夫（渡辺プロダクション）
- スーパーバイザー：石黒正保（フジテレビ）
- 演出：森正行（フジテレビ）
- 企画制作：渡辺プロダクション